# Max Coreth
Max Ernst Joseph Maria Coreth (* 8. April 1887 in Wien; † 29. August 1948 in Rechnitz) war ein österreichischer, landwirtschaftlicher Verwalter und Politiker. Coreth war verheiratet, Abgeordneter zum Burgenländischen Landtag und Landesstatthalter in der Burgenländischen Landesregierung.
Max Coreth wurde als Sohn des k. u. k. Kämmerers, Generalmajors und Garde-Kapitän-Leutnant der Trabanten-Leibgarde Graf Carl Theodor Coreth aus Wien geboren. Max Coreth besuchte das Theresianum in Wien, wurde Berufsoffizier und diente als Oberleutnant in der Landwehr-Kavallerie. Er war zwischen 1934 und 1936 Kammerrat der Burgenländischen Landwirtschaftskammer und wurde während des Austrofaschismus am 12. November 1934 als Abgeordneter im Burgenländischen Landtag angelobt. Coreth löste am 3. Jänner 1936 Walter Riebl als Landesstatthalter in der Landesregierung Sylvester II ab, der er bis zum 12. März 1938 angehörte. Zuvor hatte er bereits am 30. März 1936 sein Landtagsmandat zurückgelegt, wo er den Bereich „Land- und Forstwirtschaft“ vertreten hatte. Nach dem Einmarsch der Nationalsozialisten befand sich Coreth 1938 drei Wochen in politischer Haft. 